# Gammaropsis effrena
Gammaropsis effrena är en kräftdjursart som först beskrevs av J. L. Barnard 1964.  Gammaropsis effrena ingår i släktet Gammaropsis och familjen Isaeidae. Inga underarter finns listade i Catalogue of Life.